# Wohn- und Geschäftshaus Oschatzer Straße 15

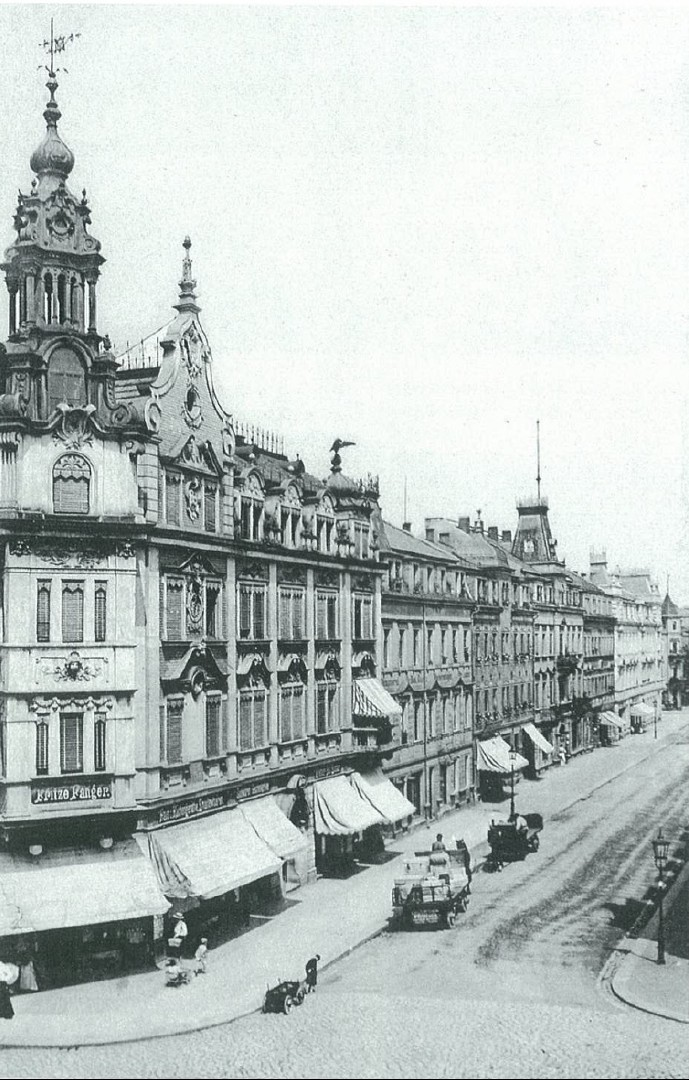
Das Kaufhaus Fanger, um 1900

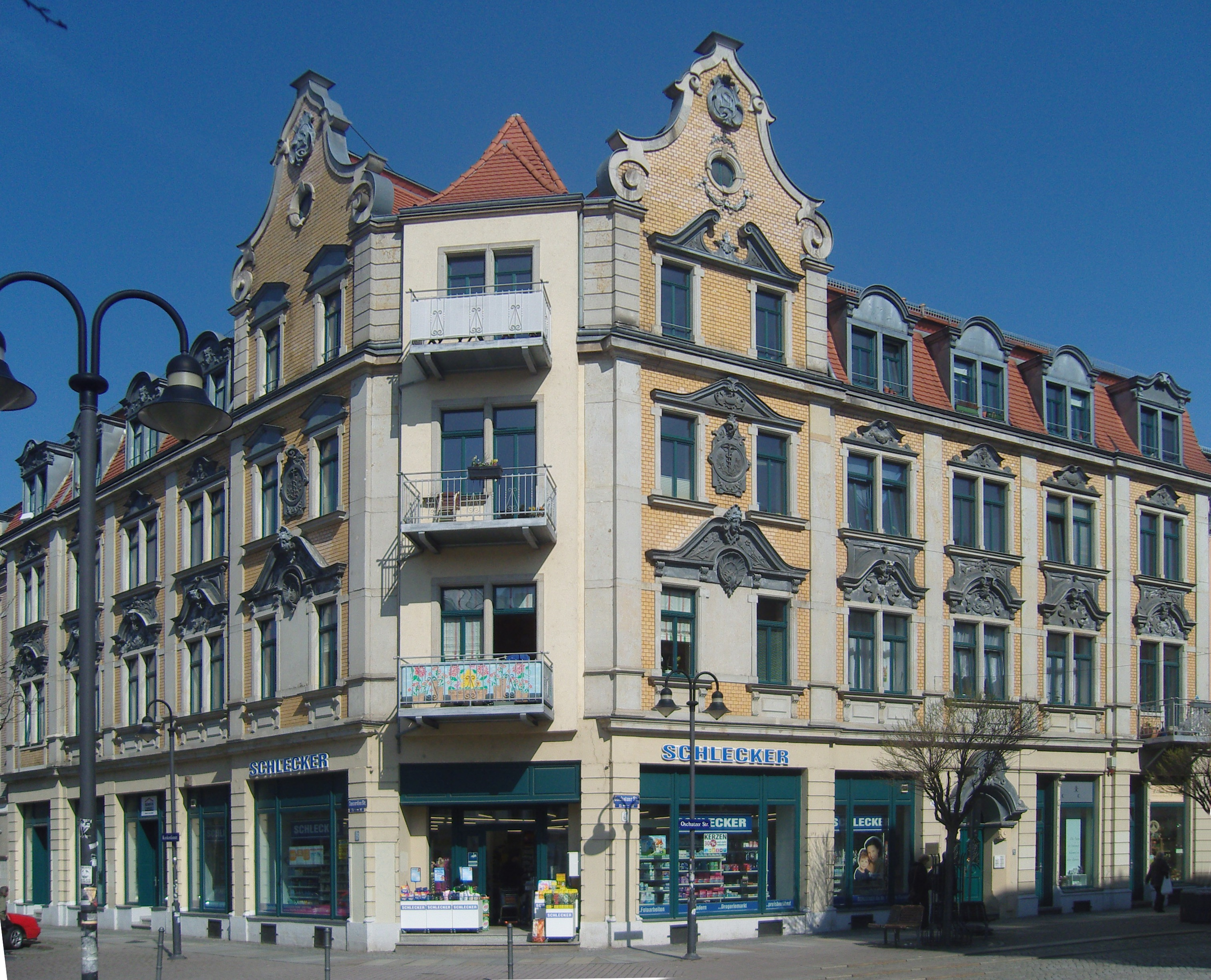
Ansicht mit Schlecker-Markt, 2011

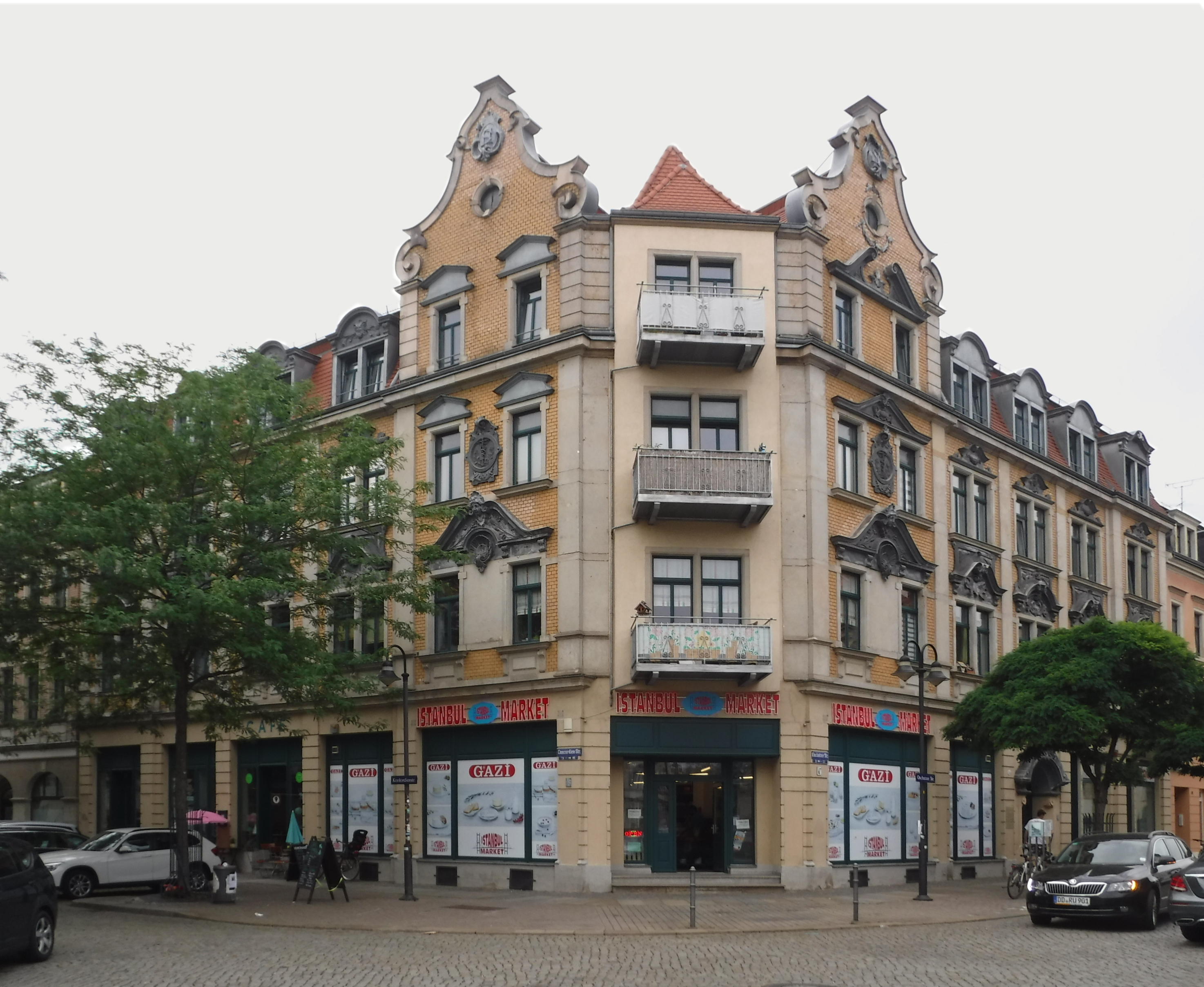
Ansicht mit Istanbul Market, 2018

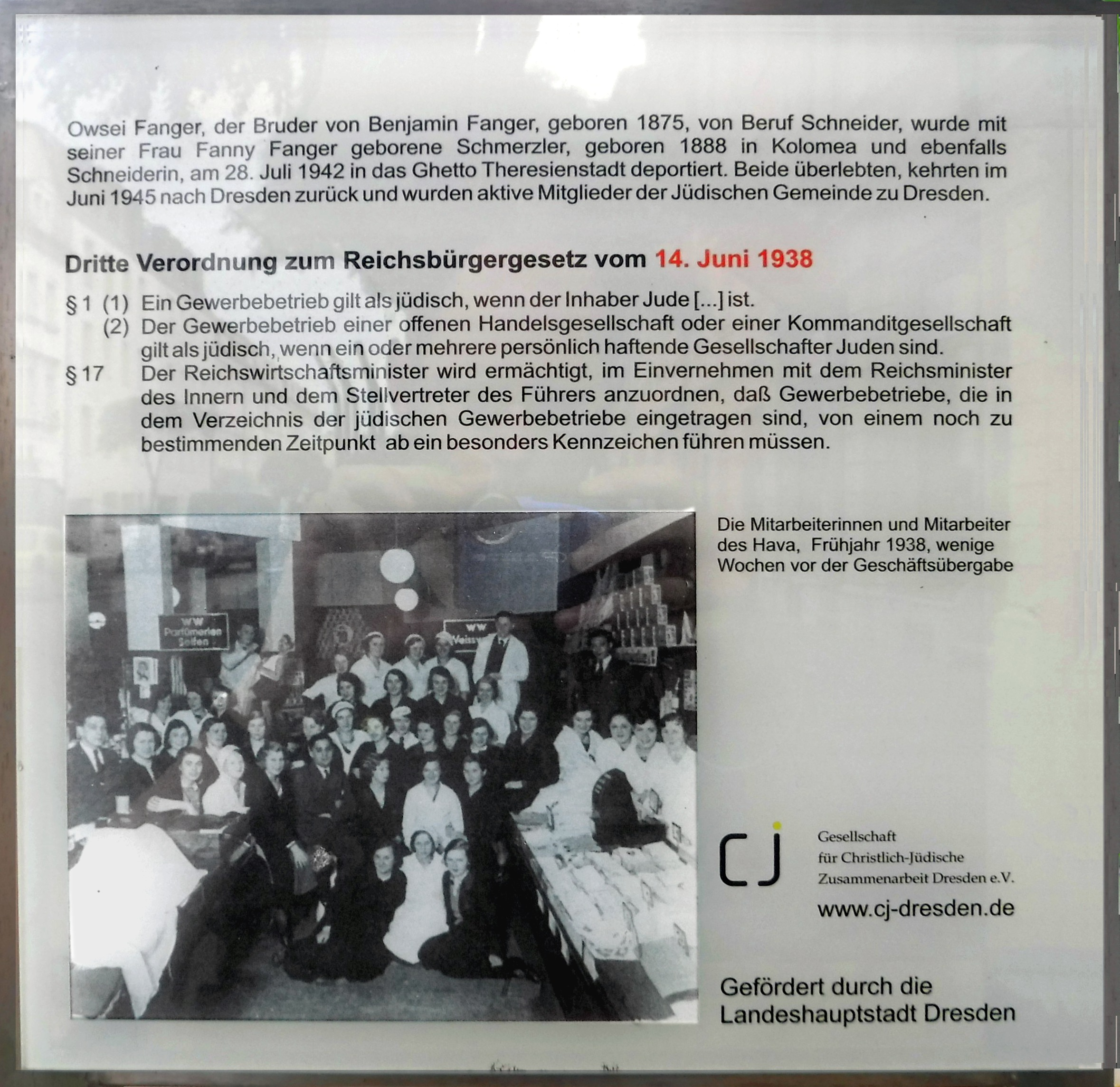
Denkzeichen vor dem Haus mit Foto der Belegschaft von 1938 vor der Übergabe

Das Wohn- und Geschäftshaus Oschatzer Straße 15 in Dresden-Pieschen wurde 1898 erbaut und steht unter Denkmalschutz. Bis in die 1930er Jahre befand sich darin das Kaufhaus Fanger, später das Kaufhaus Hava. Seit Dezember 2015 ist mit kurzer Unterbrechung der Istanbul Market, ein türkischer Supermarkt, im Erdgeschoss des Hauses ansässig.

## Geschichte

### Kaufhaus Fanger und Kaufhaus Hava
Das Haus wurde 1898 als Geschäfts- und Wohnhaus für seine Familie von Benjamin Fanger (1860–1930 in Dresden) erbaut. Die Familie betrieb darin das Kaufhaus Fanger. Bei der Geschäftsleitung wurde Benjamin Fanger von seinem Schwiegersohn Moritz Auerbach (geb. 1883 in Tremessen, gest. 1943 in Auschwitz) unterstützt. Anfangs wurden Galanterie- und Lederwaren sowie Küchengeräte angeboten. Mit der Zeit entwickelte es sich zum Vollsortiment-Kaufhaus. Nach Benjamin Fangers Tod 1930 betrieb seine Witwe Frieda (geb. 1860 in Gollub, gest. 1943 in Theresienstadt), genannt Fritze, das Kaufhaus weiter.
1933 wurden die Geschäftsräume an Max Brecher und Max Rosenbaum vermietet, die dort das Kaufhaus Hava – Haus der vielen Artikel betrieben. Schon am 1. April 1933 rief die NSDAP zum Boykott jüdischer Geschäfte auf. Nach Augenzeugenberichten stand ein SA-Mann mit Gewehr vor dem Laden; die Osterartikel wurden nicht mehr gekauft. Neben dem Kaufhaus gab es im Erdgeschoss zeitweise eine Filiale der Dresdner Süßwarenhandlung Richard Selbmann. Eine Zeit lang betrieb Selma Auerbach (geb. 1891 in Berlin, gest. 1943 in Auschwitz), die Tochter von Benjamin und Frieda Fanger, eine Strumpfhandlung in dem markanten Gebäude.

### 1938 bis 1945
Durch die Verordnung zur Ausschaltung der Juden aus dem deutschen Wirtschaftsleben vom 12. November 1938 sowie die Verordnung über den Einsatz des jüdischen Vermögens vom 3. Dezember 1938 wurde den als Juden Verfolgten jegliche Grundlage eigener Gewerbe entzogen und ihre Geschäfte wurden geschlossen oder „arisiert“, so auch das Kaufhaus Fanger. Es wurde von Gustav Caspar übernommen. Die Gründe für die Übergabe erfuhren die Angestellten nicht. 1941 wurden die Fangers enteignet. Sie mussten aus der Oschatzer Straße in das Judenhaus in der Bautzner Straße 20 ziehen. Tochter Selma und ihr Mann Moritz wurden zum „Geschlossenen Arbeitseinsatz“ im wenige hundert Meter entfernten Goehle-Werk herangezogen. Am 23./24. November 1942 wurden sie in das Judenlager Hellerberg deportiert und nach Auflösung dieses Lagers am 2./3. März 1943 in das KZ Auschwitz. Mutter Frieda, Selma und Moritz starben in den Konzentrationslagern Auschwitz und Theresienstadt. Die zweite Tochter, Elsa (1893–1994), die mit ihrer Familie im 2. Stock wohnte, emigrierte nach Australien.

### Ab 1945
Bei den Luftangriffen auf Dresden im Februar 1945 wurde das Haus nur leicht beschädigt. Nach 1945 betrieb die Konsumgenossenschaft Dresden das Kaufhaus. Seit der Deutschen Wiedervereinigung nutzte die Drogeriemarktkette Schlecker bis zu ihrer Insolvenz 2012 das Erdgeschoss. Im selben Jahr stellte die Gesellschaft für Christlich-Jüdische Zusammenarbeit ein Denkzeichen zum Andenken an die Geschichte des Hauses und seiner Bewohner auf. Im Januar 2025 beschädigten mutmaßlich antisemitische Täter die Gedenktafel.
2014 fand in den Räumen des ehemaligen Kaufhauses ein Kunstmarkt statt. Im Dezember 2015 öffnete der türkische Supermarkt Istanbul Market in den Erdgeschossräumen; er schloss im Februar 2020. Im Januar 2021 wurde der Markt unter einem neuen Betreiber und dem alten Namen neu eröffnet.

## Gebäude
Das 1898 errichtete Gebäude steht unter Denkmalschutz. Es ist baugeschichtlich bedeutend und platzbildprägend durch seine Gestaltung und die markante Ecklage zum Konkordienplatz, der eine geschlossene gründerzeitliche Umbauung aufweist. Die Fassade ist mit schwerer neobarocker Verzierung, vermutlich aus Zinkblech, versehen.